# District du Far North

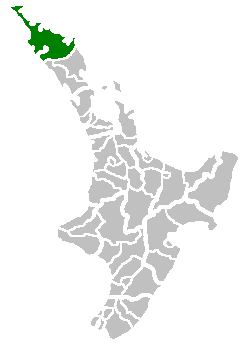
Localisation du district sur une carte de l'île du Nord

Le district du Far North (en anglais, Far North District) est, comme son nom l'indique, le district le plus septentrional de la Nouvelle-Zélande, occupant la pointe nord de l'île du Nord.

## Géographie

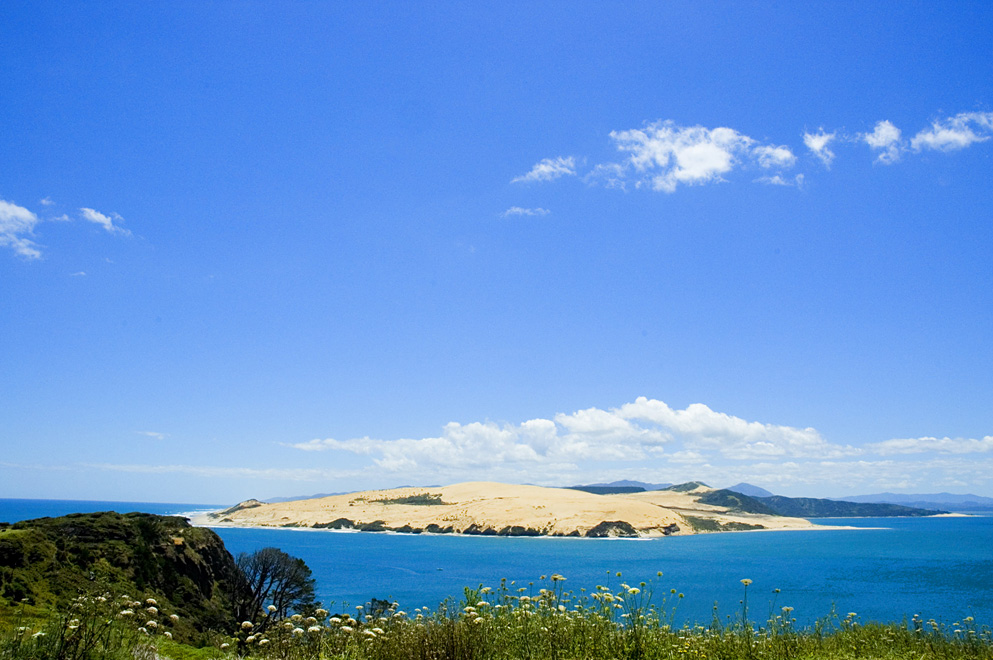
La baie de Hokianga

C'est le plus grand des trois autorités territoriales de la région de Northland. Le district s'étend sur 7 323,86 km2, des caps et baies de la pointe de la Péninsule d'Aupouri au-delà du Ninety Mile Beach et jusqu'à la plus grande partie de la Péninsule de Northland, où il comprend la Baie des Îles et Hokianga.
Il est voisin des districts de Kaipara et de Whangarei au sud.

## Population
Le district comprend les villes de Kaikohe et de Kaitaia au nord, les villes autour de la Bay of Islands (Kerikeri, Paihia, Russell, Opua, Kawakawa et Moerewa), et celles autour de Hokianga (Omapere, Opononi, Rawene, Panguru, Kohukohu et Horeke). La ville la plus grande est Kerikeri (5 856 habitants), suivie de Kaitaia (5 202), et Kaikohe, le siège du conseil du district (4 113).
Le district compte 55 845 habitants au recensement de 2006, dont 40 % de Maori. Il devient de plus en plus rural.

## Administration
Le Conseil du district du Far North (Far North District Council) est formé à la suite de la fusion des districts des anciens comtés de Mangonui, Hokianga, Whangaroa et Bay of Islands.